# Clinical Science
Clinical Science is een wetenschappelijk tijdschrift dat in 1908 werd opgericht door cardioloog Thomas Lewis, destijds onder de naam Heart (tot 1933).
Clinical Science geeft papers uit op het gebied van geneeskundig onderzoek in het totale veld van biochemie, fysiologie, immunologie en alles betreffende menselijke ziektes.
De hoofdredacteur is (anno 2008) anatoom R. Clinton Webb. Tot de adviseurs van het blad behoren onder meer de Nederlanders J. De Graaf (Nijmegen), C. Schalkwijk (Maastricht) en J.J. Van Lieshout (Amsterdam). 